# Je zappe et je mate
Pistes de Les Tentations
L'engreneur
(03) Le maton me guette
(05)
Je zappe et je mate est un morceau du rappeur français Passi sorti en 1997. il est extrait de l'album Les Tentations.
Dans cette chanson, Passi brosse un portrait du petit écran français des années 1990.

## Composition
Écrit par Passi et DJ Nasser et composé par ce dernier, la chanson contient un sample de Nadia's Theme, le générique des Feux de l'amour.
Passi cite dans cette chanson de nombreuses émissions ainsi que des séries. Il cite 45 émissions ainsi que 12 séries. Dans l'ordre :
- Les Enfants de la télé
- Flashback (M6)
- La Saga des Séries (M6)
- Starsky et Hutch
- Star Trek
- Questions pour un champion
- Columbo
- Comme un lundi (TF1)
- Sam'di mat'
- Le Jour du Seigneur
- Au-delà du réel
- Bouillon de culture
- Culture Pub
- Les Feux de l'amour
- Stade 2
- L'Appel de la couette
- 19/20
- Matin Bonheur
- Mariés, deux enfants
- Téléshopping
- Chapeau melon et bottes de cuir
- Heckle et Jeckle
- Cosby Show
- Scooby-Doo
- Lassie
- Histoires naturelles
- La petite maison dans la prairie
- Une famille en or
- Pyramide
- Zone interdite
- Amour, Gloire et Beauté
- Saga-Cités
- La Roue de la fortune
- La Chance aux chansons
- Des chiffres et des lettres
- Fa Si La Chanter
- Boulevard des clips (M6)
- Tout le sport
- Téléfoot
- Télés Dimanche
- L'Équipe du dimanche
- La Marche du siècle
- Capital
- Le Grand Bluff
- Reportages
- Tout est possible
- Nulle part ailleurs
- J'y crois pas, j'y crois pas (TF1)
- Sans aucun doute
- Ça se discute
- Taratata
- Bas les masques
- Vidéo Gag
- Les Guignols de l'info
- Les flash infos
- L'Œil du cyclone
- Perdu de vue
- Témoin numéro 1

## Classements
| Classement (1997-1998)                  | Meilleure position |
| --------------------------------------- | ------------------ |
| Belgique (Wallonie Ultratop 50 Singles) | 11                 |
| France (SNEP)                           | 8                  |

| Classement (1998)               | Position |
| ------------------------------- | -------- |
| Belgique (Wallonie Ultratop 50) | 53       |
| France (SNEP)                   | 69       |